# Чорноморський Парк
Чорномо́рський Парк — вантажна залізнична станція Лиманської дирекції Донецької залізниці.
Розташована на півдні Лисичанська, Сіверськодонецький район, Донецької області на лінії Сіверськ — Переїзна між станціями Білогорівка (11 км) та Переїзна (7 км).
Від станції йде відгалуження на Лисичанський скляний завод.